# Dae Wihae
Dae Wihae (hangeul : 대위해 ; hanja : 大瑋瑎) (mort en 906) est le quatorzième roi du royaume de Balhae en Corée. Il a régné de 894 à sa mort.